# Mirjam Marbach
Mirjam Marbach (* 1982) ist eine ehemalige Schweizer Snowboarderin. Sie startete in der Disziplin Halfpipe.

## Werdegang
Marbach trat international erstmals bei den Juniorenweltmeisterschaften 2000 in Berchtesgaden in Erscheinung. Dort wurde sie Vierte. Im folgenden Jahr errang sie bei den Juniorenweltmeisterschaften im Nassfeld den sechsten Platz. Ihr Debüt im  Snowboard-Weltcup der FIS gab sie im Januar 2002 in Arosa, welchen sie auf dem 18. Platz beendete. In der Saison 2002/03 belegte sie mit drei Top-Zehn-Platzierungen den dritten Platz in der Halfpipe-Wertung des Europacups. Beim Saisonhöhepunkt, den Snowboard-Weltmeisterschaften 2003 am Kreischberg, kam sie auf den 11. Platz. In der folgenden Saison erreichte sie mit Platz sieben am Kreischberg sowie Rang fünf im Stoneham ihre besten Platzierungen im Weltcup und mit dem 16. Platz im Halfpipe-Weltcup ihr bestes Gesamtergebnis. In der Saison 2004/05 errang sie bei den Snowboard-Weltmeisterschaften 2005 in Whistler den 17. Platz und absolvierte in Tandådalen ihren 22. und damit letzten Weltcup, welchen sie auf dem 17. Platz beendete.

## Weltcup-Gesamtplatzierungen
| Saison  | Halfpipe | Halfpipe |
| Saison  | Punkte   | Platz    |
| ------- | -------- | -------- |
| 2001/02 | 480      | 39.      |
| 2002/03 | 740      | 27.      |
| 2003/04 | 1680     | 16.      |
| 2004/05 | 435      | 31.      |